# Международный трибунал по морскому праву
Междунаро́дный трибуна́л по морско́му пра́ву (МТМП) — межгосударственная организация, созданная в соответствии с мандатом III конференции ООН по морскому праву, принявшей Конвенцию ООН по морскому праву.
Конвенция вступила в действие 16 ноября 1994 года. Конвенция также создала Международный орган по морскому дну (МОМД), ответственный за разработку морских ресурсов за пределами национальной юрисдикции.
В соответствии с резолюцией 51/204 ГА ООН от 17 декабря 1996 года Трибуналу предоставлен статус наблюдателя в Генеральной Ассамблее. Соглашение о сотрудничестве между ООН и Трибуналом было подписано 18 декабря 1997 года и утверждено Генеральной Ассамблеей в резолюции 52/251 от 8 сентября 1998 года.
Местопребыванием Трибунала является Гамбург, Германия. Рабочие языки — английский и французский.

## Компетенция
Международный трибунал по морскому праву уполномочен решать споры между его членами. По состоянию на 2012 год к Конвенции присоединились 165 субъектов международного права (164 страны и Европейский союз). Кроме того, Трибуналу подсудны споры с участием Международного органа по морскому дну, юридических и физических лиц государств-участников Конвенции, осуществляющих деятельность в международном районе морского дна, и государств-участников других соглашений, касающихся вопросов, охватываемых Конвенцией по морскому праву или предусматривающих обращение в Трибунал.
Государства добровольно соглашаются ограничить свой суверенитет, подписав конвенцию. Подписывая Конвенцию ООН по морскому праву, тогда ещё СССР заявил, что в соответствии со статьей 298 конвенции он не принимает обязательных процедур, влекущих за собой обязательные решения, при рассмотрении споров, связанных с делимитацией морских границ, споров, касающихся военной деятельности, и споров, в отношении которых Совет Безопасности ООН осуществляет функции, возложенные на него Уставом ООН.

## Палаты
- Палата по спорам, касающимся морского дна;
- Палата упрощённого судопроизводства;
- Палата по рыболовным спорам;
- Палата по спорам, касающимся окружающей морской среды;
- Палата по спорам относительно делимитации морских пространств;
- Палата, созданные в соответствии с п.2 ст.15 Статута Трибунала (в 2000 году создана Палата по консервации и рациональному использованию косяков рыбы-меч в Юго-Восточной части Тихого океана).

## Состав
Трибунал состоит из 21 представителя стран-членов, избираемого сроком на 9 лет с правом переизбрания. При исполнении ими обязанностей в Трибунале они пользуются дипломатической неприкосновенностью. Из числа судей Трибунала избираются председатель и его заместитель сроком на три года с правом переизбрания. 11 судей образуют кворум.
Российским членом трибунала с 2017 года является юрист и дипломат Роман Анатольевич Колодкин.

### Действующий состав
(на осень 2017 года)
| Страна                      | Имя                           | Выбран в | Председатель | Заместитель |
| --------------------------- | ----------------------------- | -------- | ------------ | ----------- |
| Сенегал                     | Тафсир Малик Ндиайе           | 1996     |              |             |
| Кабо-Верде                  | Жозе Луиш Жезуш               | 1999     | 2008-2011    |             |
| Франция                     | Жан-Пьер Кот                  | 2002     |              |             |
| Тринидад и Тобаго           | Энтони Эймос Лаки             | 2003     |              |             |
| Польша                      | Конрад Марциняк               | 2023     |              |             |
| Танзания                    | Джеймс Катека                 | 2005     |              |             |
| Южно-Африканская Республика | Альберт Хоффман               | 2005     |              | 2011—2014   |
| Япония                      | Сюндзи Янаи                   | 2005     | 2011—2014    |             |
| Алжир                       | Буалем Бугетайя               | 2008     |              | 2014—2017   |
| Китай                       | Гао Чжиго                     | 2008     |              |             |
| Южная Корея                 | Пак Чжин Хён                  | 2009     | с 2017       |             |
| Аргентина                   | Эльза Келли                   | 2011     |              |             |
| Мальта                      | Дэвид Джозеф Аттард           | 2011     |              | с 2017      |
| Украина                     | Маркиян Кулик                 | 2011     |              |             |
| Исландия                    | Томас Хейдар                  | 2014     |              |             |
| Мексика                     | Алонсо Гомес-Робледо Вердуско | 2014     |              |             |
| Индия                       | Ниру Чадха                    | 2017     |              |             |
| Нидерланды                  | Лисбет Лейнзад                | 2017     |              |             |
| Парагвай                    | Оскар Кабелло Сарубби         | 2017     |              |             |
| Россия                      | Роман Колодкин                | 2017     |              |             |
| Таиланд                     | Криангсак Киттичайсари        | 2017     |              |             |

## Дела
В январе 2013 года Филиппины в одностороннем порядке обратились в МТМП для разрешения территориального спора с Китаем по ряду районов в Южно-Китайском море. Пекин отказался признать у МТМП юрисдикцию разрешать подобный спор. На различные территории в этом районе помимо Китая претендуют входящие в АСЕАН Бруней, Вьетнам, Малайзия и Филиппины. Директор договорно-правового департамента МИД КНР Сюй Хун заявил: "«Китай и дальше будет твердо придерживаться своей позиции не участвовать в международном трибунале. Неважно, каким образом Филиппины будут продолжать спор, неважно, какое решение примет международный трибунал, это не изменит факта суверенитета Китая над островами в Южно-Китайском море, также как и над прилегающими водами».

## Дела, связанные с Россией
Российская Федерация обращалась в Трибунал в 2002 г. (Дело № 11 «Volga» по нумерации трибунала) с требованием к Австралии о немедленном освобождении под банковскую гарантию судна «Волга» с экипажем, задержанного австралийскими властями в исключительной экономической зоне Австралии за незаконный лов рыбы. Требование было удовлетворено.
В 2007 году Япония дважды обращалась в Трибунал с требованиями к России по поводу захвата судов (дела № 14 «Hoshinmaru» и № 15 «Tomimaru» по нумерации трибунала). Оба раза в слушаниях принимала участие делегация РФ и назначался специальный представитель России Е. Т. Загайнов, работник постоянного представительства РФ в ООН.
В 2013 году Нидерланды обратились в Трибунал с требованием к России (дело "№ 22 «Arctic Sunrise» по нумерации трибунала). В связи с этим Министерство иностранных дел РФ опубликовало комментарий, что «Российская сторона исходит из того, что ситуация с судном „Арктик Санрайз“ не подпадает под юрисдикцию Международного трибунала по морскому праву и обращает внимание на оговорку, сделанную Россией при ратификации Конвенции 1982 года, согласно которой, среди прочего, „она не принимает предусмотренные в разделе 2 части XV указанной Конвенции процедуры, ведущие к обязательным для сторон решениям, в отношении … споров, касающихся деятельности по обеспечению соблюдения законов в отношении осуществления суверенных прав и юрисдикции“.» Аналогичное обращение поступило в Трибунал по дипломатическим каналам. Трибунал учел мнение, полученное от РФ, и принимая решение, отметил, что исключения, на которые ссылается РФ в своих заявлениях prima facie применимы только в части, касающейся статьи 297, абзацев 2 и 3 Конвенции ООН по морскому праву, а именно — морских научных исследований и рыболовства. 22 ноября Трибунал обязал РФ немедленно освободить судно и экипаж с выводом в воды вне юрисдикции РФ под залог банковской гарантии в 3.6 млн. Евро. МИД РФ опубликовало заявление, в котором выразило надежду, что Трибунал рассматривал дело объективно и сообщило, что «Российская Федерация безусловно изучит решение Международного трибунала по морскому праву и сформулирует своё отношение к нему.» После подписания закона об амнистии все члены команды судна «Арктик Санрайз» получили от СКР постановления о прекращении уголовного дела по амнистии. К 29 декабря 2013 года все иностранные члены экипажа «Арктик Санрайз» покинули Россию. В январе 2014 года Россия начала возвращать «Гринпис» залоговые суммы, внесённые за активистов, в то же время ледокол «Арктик Санрайз» продолжал находиться в порту Мурманска пока 6 июня Следственный комитет России не сообщил, что снимает арест с судна: 27 июня экипаж «Гринпис» был допущен на корабль. В то же время значительная часть электронного оборудования, изъятого с корабля, владельцам не была возвращена. 9 августа ледокол вернулся в Амстердам. В октябре 2014 года Следственный комитет прекратил дело в связи с амнистией
25 мая 2019 года Международный трибунал по морскому праву потребовал от России освободить украинских военных моряков и корабли, задержанные в Керченском проливе в ноябре 2018 года, и позволить им вернуться на родину, удовлетворив тем самым требования Украины. Трибунал также призвал обе стороны избегать действий, которые могли бы привести к обострению ситуации в Керченском проливе. Россия в слушаниях не участвовала — она ранее заявляла, что трибунал не обладает юрисдикцией для рассмотрения украинского иска.